# Orito Shinji
Orito Shinji (折戸 伸治 (Chiết Hộ Thân Trị) sinh ngày 30 tháng 7) là một nhà soạn nhạc người Nhật đến từ tỉnh Hyōgo, Nhật Bản và là một trong những thành viên chủ chốt của công ty phần mềm Key. Trước khi thành lập Key, Orito làm việc cho một công ty phần mềm khác có tên là Leaf, ông đã đóng góp vào 4 trò chơi của họ. Sau khi rời Leaf, Orito chuyển sang làm việc cho công ty Tactics, ở đây ông đã giúp một tay trong việc sản xuất 3 visual novel là Dōsei, MOON. và ONE ~Kagayaku Kisetsu e~. Sau khi Key ra đời, Orito đã tham gia sản xuất các tựa game nổi tiếng như Kanon, AIR và CLANNAD. Orito chịu ảnh hưởng trong phong cách sáng tác của hai nhà soạn nhạc nổi tiếng Nhật Bản là Hisaishi Joe và Koshiro Yuzo.

## Sự nghiệp
Sau khi tốt nghiệp trung học, Orito làm việc trong ngân hàng, nhưng ngân hàng này đã chuyển giao cơ cấu trong một cuộc suy thoái kinh tế, và Orito bị thôi việc ngay sau đó. Ban đầu ông tìm được công việc mới là sáng tác nhạc cho hãng phát triển trò chơi điện tử TGL, nhưng một người bạn thời trung học là Shimokawa Naoya (nay là chủ tịch Aquaplus) mời ông làm việc cho một hãng khác là Leaf và Orito đồng ý. Từ năm 1995, Orito sáng tác nhạc cho 3 trò chơi của Leaf là DR2 Night Janki, Filsnown: Hikari to Koku và Shizuku (tiền thân của To Heart). Khi trò chơi tiếp theo của Leaf là Hatsune no Naisho!! đang trong quá trình sản xuất, Orito rời bỏ công ty này. Orito làm việc bán thời gian tại bưu điện trong lúc đang sáng tác nhạc thuê cho hãng phát triển trò chơi điện tử Tactics dưới quyền Nexton trong tựa game Dōsei; ít lâu sau, ông được nhận vào làm việc chính thức tại Tactics và giúp soạn nhạc cho hai visual novel tiếp theo của công ty này là MOON. và ONE ~Kagayaku Kisetsu e~.
Năm 1999, Orito và nhiều nhân viên tham gia thực hiện MOON. và ONE, bao gồm Maeda Jun, Hinoue Itaru, Hisaya Naoki và OdiakeS rời khỏi Tactics và về làm việc cho công ty phát hành trò chơi điện tử Visual Art's, nơi họ cùng nhau thành lập Key (một công ty con thuộc quyền Visual Art's). Tại Key, Orito đã sáng tác nhạc cho hầu như toàn bộ sản phẩm của công ty này, mặc dù ông chỉ đóng góp một ca khúc duy nhất cho soundtrack gốc của planetarian ~Chiisana Hoshi no Yume~. Âm nhạc do Orito sáng tác cho các tựa game của Key được đăng trong bảng xếp hạng Key Sounds Label. Album đầu tiên của nhãn hiệu này, Humanity..., được sản xuất bởi Orito dành cho ban nhạc tạm thời của ông là Work-S. Orito cũng làm đạo diễn cho album hòa âm OTSU Club Music Compilation Vol.1, cũng đăng trên Key Sounds Label, và là một thành viên của OTSU, tên tắt của Organized Trance Sequential Unit. Trong lúc làm việc ở Key, Orito còn sáng tác nhạc thuê cho 3 tựa game của 3 công ty khác nhau cùng thuộc Visual Art's. Game đầu tiên là Sense Off bởi Otherwise, game kế đến là Shoya Kinjō của Giant Panda, và cuối cùng là game Realize của Playm. Năm 2001, Orito sáng tác nhạc cho hai ca khúc chủ đề mở đầu và kết thúc của loạt anime Please Teacher!. Năm 2006, Orito sáng tác bài hát "Precious" cho album đầu tay của Kawada Mami là Seed. Từ tháng 12 năm 2007, Orito là một trong ba nhân vật (hai người kia là đồng nghiệp Hinoue Itaru của ông và một phụ nữ có tên Chiro đang làm việc cho Pekoe, một hãng sản xuất visual novel cũng dưới quyền Visual Art's) xuất hiện trong chương trình radio trên internet tài trợ bởi Key nhằm giới thiệu sản phẩm cho công ty này mang tên Key Net Radio. Thính giả có thể gửi những cảm nghĩ và bất cứ đề xuất nào của họ về chương trình, tất cả cùng với các câu hỏi sẽ được đưa lên tổng đài. Orito tiếp tục phát triển trò chơi thứ chín của Key là Rewrite, phát hành năm 2011, với công việc chính là soạn nhạc.
Cảm hứng trong âm nhạc của Shinji Orito đến từ việc ông sản xuất các bài hát dōjin như một sở thích cá nhân. Ông đã từng sử dụng qua bảng tin điện tử (BBS) âm nhạc được gọi là Unison-BBS và cùng một số bạn bè thành lập nhóm nhạc mang nhãn hiệu Unison Label. Nhiều người tham gia nhóm tập trung vào phong cách đặc trưng trong thể loại nhạc của bishōjo game. Nhóm này hoạt động từ năm 1994 đến năm 2000, mặc dù lúc đó Orito đã trở thành một nhà soạn nhạc thực thụ. Trong thời gian làm việc với Tactics và sau đó là Otherwise, Orito cũng là thành viên của một nhóm gồm những nhà soạn nhạc chuyên ngành được biết đến với tên Unison Sound Team; trong nhóm này, ông có nghệ danh là "Gamma" (がんま Ganma) hay "Gunman" (がんまん Ganman, tạm dịch: Tay súng).

## Công việc
Dưới đây là danh sách các trò chơi điện tử, anime và một số album, đĩa đơn có sự tham gia đóng góp của Orito Shinji.

### Trò chơi điện tử
- DR² Night Janki (1995)
- Filsnown: Hikari to Koku (1995)
- Shizuku (1996)
- Dōsei (1997)
- MOON. (1997)
- ONE ~Kagayaku Kisetsu e~ (1998)
- Kanon (1999)
- AIR (2000)
- Sense Off (2000)[5]
- Shoya Kenjō (2001)[6]
- Realize (2004)[7]
- CLANNAD (2004)
- planetarian ~Chiisana Hoshi no Yume~ (2004)
- Tomoyo After ~It's a Wonderful Life~ (2005)
- Little Busters! (2006)
- Rewrite (2011)
- Summer Pockets (2018)

### Anime
- AIR (TV, 2004)
- AIR (Phim, 2005)
- AIR in Summer (Đặc biệt, 2005)
- Kanon (TV, 2006)
- CLANNAD (TV, 2007)
- CLANNAD (Phim, 2007)
- CLANNAD ~After Story~ (TV, 2008)
- Onegai Teacher (TV, 2001)
- Onegai Teacher (OVA, 2002)

### Album và đĩa đơn
- Humanity... (Album, Key Sounds Label, 2001)
- Onegai Teacher: Shooting Star / Kara no Moride (おねがい☆ティーチャー - Shooting Star / 空の森で?) (Đĩa đơn, Lantis, 2002)
- Onegai Teacher Vocal Album: Stokesia (「おねがい☆ティーチャー」ヴォーカルアルバム ~Stokesia~?) (Album, Lantis, 2002)
- Onegai Teacher Complete Soundtrack: Seratula (「おねがい☆ティーチャー」コンプリートサウンドトラック ~Seratula~?) (Album, I've Sound, 2003)
- OTSU Club Music Compilation Vol.1 (Album, Key Sounds Label, 2006)
- OTSU Club Music Compilation Vol.2 (Album, Key Sounds Label, 2008)